# Arca reticulata
Arca reticulata är en musselart som beskrevs av Gmelin 1791. Arca reticulata ingår i släktet Arca och familjen Arcidae. Inga underarter finns listade i Catalogue of Life.